# Nephasoma cutleri
Nephasoma cutleri är en stjärnmaskart som först beskrevs av Murina 1975.  Nephasoma cutleri ingår i släktet Nephasoma och familjen Golfingiidae. Inga underarter finns listade i Catalogue of Life.